# Distrito de Serchhip
Serchhip (en hindi; सेरछिप जिला ) es un distrito de India en el estado de Mizoram . 
Comprende una superficie de 1 422 km².
El centro administrativo es la ciudad de Serchhip.

## Demografía
Según censo 2011 contaba con una población total de 64 875 habitantes.